# Кшичкі-Пеньонжкі
Кшичкі-Пеньонжкі (пол. Krzyczki-Pieniążki) — село в Польщі, у гміні Насельськ Новодворського повіту Мазовецького воєводства.
Населення — 116 осіб (2011).
У 1975-1998 роках село належало до Цехановського воєводства.

## Демографія
Демографічна структура станом на 31 березня 2011 року:
|          | Загалом | Допрацездатний вік | Працездатний вік | Постпрацездатний вік |
| -------- | ------- | ------------------ | ---------------- | -------------------- |
| Чоловіки | 54      | 13                 | 33               | 8                    |
| Жінки    | 62      | 16                 | 33               | 13                   |
| Разом    | 116     | 29                 | 66               | 21                   |